# 河光石
河光石（かこうせき）は、中国で1930年代中期に河北省平山県で発見された19字の文字が刻された丸い石である。現存する中国の石刻文字資料としては最古級のものである。高さ90cm、幅50cm、厚さ40cmの自然石。
1974年から1978年の間に、河光石が発見された同じ地より、戦国時代の30基の墓群が発見された。河光石の19字の刻文を解読したところ、この墓群が中山王の陵墓であることが判明した。
河光石の刻文の内容は、中山国王の命により、陵墓の管理者と看守との2名の名を記したものであった。